# 佩德罗苏什
佩德罗苏什是葡萄牙波尔图区的一个堂区。总面积2.25平方公里，总人口11868人，人口密度5274.7人/平方公里。